# Alle lieben Oscar
Alle lieben Oscar ist eine US-amerikanische Komödie von Gary Winick. Sie wurde 2002 mit Aaron Stanford und Sigourney Weaver produziert.

## Handlung
Der 15-jährige Oscar Grubman gilt als sensibel und intelligent, spricht Französisch, liest gerne Voltaire und besucht die Chauncey Academy. Er verliebt sich jedoch in seine Stiefmutter Eve (Sigourney Weaver), die erst kürzlich seinen Vater geheiratet hat. Als er über die Ferien zu Thanksgiving ins heimische Apartment zurückkehrt, beschließt er, Eve seine Liebe zu gestehen. Nach einem gemeinsamen Abendessen mit Freunden und Kollegen seines Vaters soll er Daphne Tisch, die Tochter eines Kollegen, nach Hause bringen, setzt sie jedoch in ein Taxi und betrinkt sich in einer Bar. Auf dem Weg nach Hause wird er betrunken von Diane Lodder, der besten Freundin seiner Stiefmutter, angetroffen, die ihn mit nach Hause nimmt. Dort kommt es zu einem One-Night-Stand. Oscar hat Angst, dass Diane seinem Vater und Eve von der Affäre erzählt, was bei einem Abendessen auch geschieht. Oscar klärt die Situation auf, als er nach einem Tennisspiel mit Eve allein ist, und deutet auch seine Liebe zu ihr an. Sie küssen sich, danach geht Eve zu Bett. Nachdem sein Vater und Eve Oscar am nächsten Tag zum Zug bringen, verabschieden sie sich, und Oscar bändelt mit einer gleichaltrigen Mitschülerin an.

## Kritiken
In englischsprachigen Medien fand der Film eine wohlwollende Aufnahme. Basierend auf der Auswertung von 108 Kritiken weist Rotten Tomatoes eine Zustimmungsquote von 77 Prozent aus.
- Desson Thomson schrieb in der Washington Post, der Film gehöre zu den ‚klügsten‘ Filmen des Jahres.[1]
- Das Lexikon des internationalen Films schrieb, der Film stelle ‚humorvoll‘ die gesellschaftlichen Gepflogenheiten in Frage. Er sei der Komödie Die Reifeprüfung ähnlich.[2]

## Auszeichnungen
- Gary Winick gewann 2002 den Regiepreis des Sundance Film Festivals und wurde für einen weiteren Preis nominiert.
- Bebe Neuwirth gewann 2002 den Seattle Film Critics Award und wurde 2003 für den Chlotrudis Award nominiert.
- Aaron Stanford und Bebe Neuwirth wurden 2003 für den Golden Satellite Award nominiert.